# 戶川視友
戶川視友，日本漫畫家，冬水社創立者之一。

## 經歷
1986年在雜誌《Bonita》出道，創作類型有少女漫畫及BL漫畫，代表作為《白色的費歐蓮緹娜》、《王的野薔薇》。1991年4月1日戶川視友與富井杞久子等人成立漫畫出版社吉祥寺企畫（1996年更名為冬水社），戶川擔任出版社專務。